# Hadrumetum
Hadrumetum (łac. Diocesis Hadrumetinus) – stolica historycznej diecezji w Cesarstwie rzymskim w prowincji Byzacena, współcześnie miasto Susa w Tunezji. Obecnie katolickie biskupstwo tytularne.

## Biskupi tytularni
| Lp. | Biskup                                  | Funkcja                                  | Od               | Do                   |
| --- | --------------------------------------- | ---------------------------------------- | ---------------- | -------------------- |
| 1   | Raphael de Figueredo                    | wikariusz apostolski Malabaru (Indie)    | 3 marca 1677     | 12 października 1695 |
| 2   | Salvator-Alexandre-Félix-Carmel Brincat | biskup pomocniczy Algieru                | 28 czerwca 1889  | 1903                 |
| 3   | Giacinto Gaggiar                        | biskup pomocniczy Brescii (Włochy)       | 29 kwietnia 1909 | 28 października 1913 |
| 4   | Jean-Marie Bourchany                    | biskup pomocniczy Lyonu (Francja)        | 13 stycznia 1914 | 27 listopada 1931    |
| 5   | Carlo Re                                | wikariusz apostolski Nyeri (Kenia)       | 13 grudnia 1931  | 29 grudnia 1951      |
| 6   | Jorge Manrique Hurtado                  | biskup pomocniczy La Paz (Boliwia)       | 23 lutego 1952   | 28 lipca 1956        |
| 7   | Celestin Bezmalinović                   | biskup pomocniczy Hvar (Jugosławia)      | 7 sierpnia 1956  | 6 czerwca 1970       |
| 8   | Mijo Škvorc                             | biskup pomocniczy Zagrzebia (Jugosławia) | 16 czerwca 1970  | 15 lutego 1989       |
| 9   | Marian Błażej Kruszyłowicz              | biskup pomocniczy szczecińsko-kamieński  | 9 grudnia 1989   | 13 sierpnia 2025     |